# Ирина Комнина Дукина
Ирина Комнина Дукина (грчки: Ειρήνη Κομνηνή Δούκαινα) је била бугарска царица, супруга Јована Асена II. 

## Биографија
Ирина је била ћерка епирског деспота Теодора Комнина Дуке и његове супруге Марије Петралифене, сестре севастократора Јована Петралифа. Након битке код Клокотнице 1230. године Ирина и њена породица су заробљене од стране војске Јована Асена II. Одведени су у Трново. Ирина је одрастала у палати. Такође је била веома лепа, те је цар удовац одлучио да је узме за жену. Венчали су се 1237. године. Према византијским изворима, Јован Асен II је волео Ирину "не мање него Антоније Клеопатру". Изгледа да је била његова љубавница неколико година пре него што су се венчали 1237. године. Оженивши Ирину, Јован је прекршио црквене каноне. Јованова ћерка Марија Асенина Комнина, из брака са Аном (Анисијом) је била удата за Манојла од Солуна, Ирининог ујака. Постоје наговештаји да је брак наишао на осуду цркве и патријарха (Спиридона или Висариона). Патријарх је свргнут или погубљен од стране цара.

### Потомство
Ирина и Јован Асен су имали троје деце:
- Ана (или Теодора), удата за севастократора Петра пре 1253. године.
- Марија, удата за Мицу Асена, бугарског цара 1256-1257. године.
- Михаило Асен II, бугарског цара 1246-1256. године.

Године 1241. Јован Асен II је умро. Наследио га је Калиман I, син из другог брака са Аном Маријом Угарском. Калиман је отрован 1246. године, те је на власт дошао Михаило Асен I, из брака са Ирином. По неким теоријама је сама Ирина отровала Калимана како би обезбедила престо Михаилу II. Такође, Ирина је можда преузела регенство над својим малолетним сином. За ову теорију нема чврстих доказа. Ирина се пред смрт замонашила. Узела је монашко име Ксенија. Протерана је из Бугарске након смрти свог сина 1256. године. Остатак живота провела је на поседима своје породице у околини Солуна. 